# Herb Ostrowca
Herb Ostrowca – jeden z symboli Ostrowca nadany miastu 14 czerwca 2007 przez prezydenta Republiki Białorusi Alaksandra Łukaszenkę.
Jest również herbem rejonu ostrowieckiego.

## Opis herbu
Tarcza Waregów (francuska średniowieczna) przecięta falistym pasem barwy zielonej. W górnym srebrnym polu dąb w naturalnych kolorach, o zielonych liściach, w dolnym niebieskim polu srebrny pstrąg skierowany w prawo.

## Znaczenie
Herb odzwierciedla walory przyrodnicze rejonu ostrowieckiego. Dąb jest jedną z roślin rosnących w rejonie. Falisty pas symbolizuje rzeki rejonu - Wilię, Łoszę, Oszmiankę, Straczę i Soroczankę. Czyste wody rejonu symbolizuje także pstrąg potokowy, którego siedliska się tu znajdują.
W herbie brak jest nawiązań historycznych.

## Historia
Ostrowiecka Rejonowa Rada Delegatów zatwierdziła projekt herbu 29 września 2006. Ustanowiony on został dekretem prezydenta Republiki Białorusi Alaksandra Łukaszenki z dnia 14 czerwca 2007. 4 czerwca 2009 herb został zarejestrowany w Rejestrze Herbowym Republiki Białorusi.